# Excessum
Excessum var ett svenskt black metalband från Sotenäs kommun.
Bandet bildades omkring 2001 och lade ned sin verksamhet våren 2007. Innan dess han de släppa två demos och fullängdsskivan Death Redemption (2005).
Bandet bestod av Daniel Contagion (sång, gitarr), Erik Dahlström (gitarr) och Pontus Norman (trummor). Norman ersattes senare av Lars Broddesson (nu i Marduk).

## Medlemmar
Senaste medlemmar
- Daniel Contagion (Daniel Abrahamsson) – gitarr, sång (2001–2007), basgitarr (2005–2007)
- Erik Dahlström – gitarr (2002–2007)
- Lars Broddesson – trummor (2005–2007)

Tidigare medlemmar
- Arvid Hammar – keyboard (2001–2002)
- Henrik Johansson – basgitarr (2002)
- Kim Gustavsson – trummor (2002)
- Pontus Norman – trummor (2002–2005)
- Kaj Palm – basgitarr, sång (2003–2004)
- Andreas Hedström – basgitarr, sång (2004)

## Diskografi
Demo
- Oblivion (2003)
- Bleed Eternally (2004)

Studioalbum
- Death Redemption (2005)

Annat
- "The Hidden God" (delad singel: Excessum / Orcivus) (2016)